# Langelandia merkliana
Langelandia merkliana is een keversoort uit de familie somberkevers (Zopheridae). De wetenschappelijke naam van de soort werd in 1890 gepubliceerd door Edmund Reitter.